# Finales NBA 1977
Navigation
Finales 1976 Finales 1978
Les finales NBA 1977 sont la dernière série de matchs de la saison 1976-1977 de la NBA et la conclusion des séries éliminatoires (playoffs) de la saison. 
Elles opposent les 76ers de Philadelphie aux Trail Blazers de Portland, qui sont toutes deux renforcées par des stars venues de la ligue concurrente ABA dissoute : Julius Erving à Philadelphie et Maurice Lucas à Portland. Cinq des dix titulaires des Finales sont issus de l'ABA. Bien que ces derniers accèdent pour la première fois aux play-offs et perdent les deux premières manches des finales, ils l'emportent 4 victoires à deux. Seuls les Celtics avaient réussi en 1969 un tel retour lors du dernier titre de Bill Russell avant que le Heat de Miami de 2006 et les Cavaliers de Cleveland en 2016 ne renouvellent l'exploit.
Malgré un Erving spectaculaire et efficace lors de la sixième manches avec 40 points, 8 passes, 6 rebonds, Bill Walton lui oppose 20 points, 23 rebonds, 8 contres et 7 passes. Ses moyennes de 18.5 points, 19 rebonds, 5.2 passes et 3.7 contres de moyenne durant les Finales dont de lui le meilleur joueur de la finale.

## Classements de la saison régulière
| Champion de division | Qualifié pour les playoffs | Non qualifié pour les playoffs |

| Conférence Est | Conférence Est              | Conférence Est | Conférence Est | Conférence Est |
| No             | Franchise                   | Vic.           | Déf.           | PCT            |
| -------------- | --------------------------- | -------------- | -------------- | -------------- |
| 1              | 76ers de Philadelphie       | 50             | 32             | 61.0           |
| 2              | Rockets de Houston          | 49             | 33             | 59.8           |
| 3              | Bullets de Washington       | 48             | 34             | 58.5           |
| 4              | Celtics de Boston           | 44             | 38             | 53.7           |
| 5              | Spurs de San Antonio        | 44             | 38             | 53.7           |
| 6              | Cavaliers de Cleveland      | 43             | 39             | 52.4           |
|                |                             |                |                |                |
| 7              | Knicks de New York          | 40             | 42             | 48.8           |
| 8              | Jazz de La Nouvelle-Orléans | 35             | 47             | 42.7           |
| 9              | Hawks d'Atlanta             | 31             | 51             | 37.8           |
| 10             | Braves de Buffalo           | 30             | 52             | 36.6           |
| 11             | Nets de New York            | 22             | 60             | 26.8           |

| Conférence Ouest | Conférence Ouest            | Conférence Ouest | Conférence Ouest | Conférence Ouest |
| No               | Franchise                   | Vic.             | Déf.             | PCT              |
| ---------------- | --------------------------- | ---------------- | ---------------- | ---------------- |
| 1                | Lakers de Los Angeles       | 53               | 29               | 64.6             |
| 2                | Nuggets de Denver           | 50               | 32               | 61.0             |
| 3                | Trail Blazers de Portland C | 49               | 33               | 59.8             |
| 4                | Warriors de Golden State    | 46               | 36               | 56.1             |
| 5                | Pistons de Détroit          | 44               | 38               | 53.7             |
| 6                | Bulls de Chicago            | 44               | 38               | 53.7             |
|                  |                             |                  |                  |                  |
| 7                | Kings de Kansas City        | 40               | 42               | 48.8             |
| 8                | SuperSonics de Seattle      | 40               | 42               | 48.8             |
| 9                | Pacers de l'Indiana         | 36               | 46               | 43.9             |
| 10               | Suns de Phoenix             | 34               | 48               | 41.5             |
| 11               | Bucks de Milwaukee          | 30               | 52               | 36.6             |

C - Champions NBA

### Tableau des playoffs
|  | Premier tour     | Premier tour             | Premier tour              |                          |                           | Demi-finales de Conférence | Demi-finales de Conférence | Demi-finales de Conférence |  |   | Finales de Conférence | Finales de Conférence | Finales de Conférence     |   |  | Finales NBA | Finales NBA | Finales NBA |
|  |                  |                          |                           |                          |                           |                            |                            |                            |  |   |                       |                       |                           |   |  |             |             |             |
|  |                  |                          |                           |                          |                           |                            |                            |                            |  |   |                       |                       |                           |   |  |             |             |             |
|  |                  | 1                        | Lakers de Los Angeles     | 4                        |                           |                            |                            |                            |  |   |                       |                       |                           |   |  |             |             |             |
|  |                  |                          |                           | 4                        |                           |                            |                            |                            |  |   |                       |                       |                           |   |  |             |             |             |
|  |                  |                          | 4                         | Warriors de Golden State | 3                         |                            |                            |                            |  |   |                       |                       |                           |   |  |             |             |             |
|  | 4                | Warriors de Golden State | 4                         | Warriors de Golden State | 3                         | 2                          |                            |                            |  |   |                       |                       |                           |   |  |             |             |             |
|  | 4                | Warriors de Golden State |                           |                          |                           | 2                          |                            |                            |  |   |                       |                       |                           |   |  |             |             |             |
|  | 5                | Pistons de Détroit       | 1                         |                          |                           |                            |                            |                            |  |   |                       |                       |                           |   |  |             |             |             |
|  | 5                | Pistons de Détroit       | 1                         |                          |                           |                            |                            |                            |  | 1 | Lakers de Los Angeles | 0                     |                           |   |  |             |             |             |
|  | Conférence Ouest |                          |                           |                          |                           |                            |                            |                            |  | 1 | Lakers de Los Angeles | 0                     |                           |   |  |             |             |             |
|  |                  | 3                        | Trail Blazers de Portland | 4                        |                           |                            |                            |                            |  |   |                       |                       |                           |   |  |             |             |             |
|  | 3                | 3                        | Trail Blazers de Portland | 4                        | Trail Blazers de Portland | 2                          |                            |                            |  |   |                       |                       |                           |   |  |             |             |             |
|  | 3                |                          |                           |                          | Trail Blazers de Portland | 2                          |                            |                            |  |   |                       |                       |                           |   |  |             |             |             |
|  | 6                | Bulls de Chicago         | 1                         |                          |                           |                            |                            |                            |  |   |                       |                       |                           |   |  |             |             |             |
|  | 6                | Bulls de Chicago         | 1                         |                          | 3                         | Trail Blazers de Portland  | 4                          |                            |  |   |                       |                       |                           |   |  |             |             |             |
|  |                  |                          |                           |                          | 3                         | Trail Blazers de Portland  | 4                          |                            |  |   |                       |                       |                           |   |  |             |             |             |
|  |                  |                          | 2                         | Nuggets de Denver        | 2                         |                            |                            |                            |  |   |                       |                       |                           |   |  |             |             |             |
|  |                  |                          | 2                         | Nuggets de Denver        | 2                         |                            |                            |                            |  |   |                       |                       |                           |   |  |             |             |             |
|  |                  |                          |                           |                          |                           |                            |                            |                            |  |   |                       |                       |                           |   |  |             |             |             |
|  |                  |                          |                           |                          |                           |                            |                            |                            |  |   |                       |                       |                           |   |  |             |             |             |
|  |                  |                          |                           |                          |                           |                            |                            |                            |  |   |                       | O3                    | Trail Blazers de Portland | 4 |  |             |             |             |
|  |                  |                          |                           |                          |                           |                            |                            |                            |  |   |                       |                       |                           |   |  |             |             |             |
|  |                  | E1                       | 76ers de Philadelphie     | 2                        |                           |                            |                            |                            |  |   |                       |                       |                           |   |  |             |             |             |
|  |                  | E1                       | 76ers de Philadelphie     | 2                        |                           |                            |                            |                            |  |   |                       |                       |                           |   |  |             |             |             |
|  |                  |                          |                           |                          |                           |                            |                            |                            |  |   |                       |                       |                           |   |  |             |             |             |
|  |                  |                          |                           |                          |                           |                            |                            |                            |  |   |                       |                       |                           |   |  |             |             |             |
|  |                  | 1                        | 76ers de Philadelphie     | 4                        |                           |                            |                            |                            |  |   |                       |                       |                           |   |  |             |             |             |
|  |                  |                          |                           | 4                        |                           |                            |                            |                            |  |   |                       |                       |                           |   |  |             |             |             |
|  |                  |                          | 4                         | Celtics de Boston        | 3                         |                            |                            |                            |  |   |                       |                       |                           |   |  |             |             |             |
|  | 4                | Celtics de Boston        | 4                         | Celtics de Boston        | 3                         | 2                          |                            |                            |  |   |                       |                       |                           |   |  |             |             |             |
|  | 4                | Celtics de Boston        |                           |                          |                           | 2                          |                            |                            |  |   |                       |                       |                           |   |  |             |             |             |
|  | 5                | Spurs de San Antonio     | 0                         |                          |                           |                            |                            |                            |  |   |                       |                       |                           |   |  |             |             |             |
|  | 5                | Spurs de San Antonio     | 0                         |                          |                           |                            |                            |                            |  | 1 | 76ers de Philadelphie | 4                     |                           |   |  |             |             |             |
|  | Conférence Est   |                          |                           |                          |                           |                            |                            |                            |  | 1 | 76ers de Philadelphie | 4                     |                           |   |  |             |             |             |
|  |                  | 2                        | Rockets de Houston        | 2                        |                           |                            |                            |                            |  |   |                       |                       |                           |   |  |             |             |             |
|  | 3                | 2                        | Rockets de Houston        | 2                        | Bullets de Washington     | 2                          |                            |                            |  |   |                       |                       |                           |   |  |             |             |             |
|  | 3                |                          |                           |                          | Bullets de Washington     | 2                          |                            |                            |  |   |                       |                       |                           |   |  |             |             |             |
|  | 6                | Cavaliers de Cleveland   | 1                         |                          |                           |                            |                            |                            |  |   |                       |                       |                           |   |  |             |             |             |
|  | 6                | Cavaliers de Cleveland   | 1                         |                          | 3                         | Bullets de Washington      | 2                          |                            |  |   |                       |                       |                           |   |  |             |             |             |
|  |                  |                          |                           |                          | 3                         | Bullets de Washington      | 2                          |                            |  |   |                       |                       |                           |   |  |             |             |             |
|  |                  |                          | 2                         | Rockets de Houston       | 4                         |                            |                            |                            |  |   |                       |                       |                           |   |  |             |             |             |
|  |                  |                          | 2                         | Rockets de Houston       | 4                         |                            |                            |                            |  |   |                       |                       |                           |   |  |             |             |             |
|  |                  |                          |                           |                          |                           |                            |                            |                            |  |   |                       |                       |                           |   |  |             |             |             |

## Effectifs

### 76ers de Philadelphie
| Effectif des 76ers de Philadelphie 1976-1977 |
| --- |
| 6 Julius Erving • 10 Mike Dunleavy Sr. • 11 Caldwell Jones • 14 Henry Bibby • 20 Doug Collins • 21 World B. Free • 23 Joe Bryant • 25 Terry Furlow • 30 George McGinnis • 42 Harvey Catchings • 50 Steve Mix • 53 Darryl Dawkins Entraîneur : Gene Shue |

### Trail Blazers de Portland
| Effectif des Trail Blazers de Portland 1976-1977 |
| --- |
| 3 Herm Gilliam • 10 Corky Calhoun • 13 David Twardzik • 14 Lionel Hollins • 15 Larry Steele • 16 Johnny Davis • 20 Maurice Lucas • 30 Bob Gross • 32 Bill Walton (MVP Finales) • 34 Robin Jones • 36 Lloyd Neal • 42 Wally Walker Entraîneur : Jack Ramsay |

## Résumé de la finale NBA
| Match  | Date   | Équipe à domicile | Résultat | Équipe extérieure |
| ------ | ------ | ----------------- | -------- | ----------------- |
| Game 1 | 22 mai | Philadelphie      | 107–101  | Portland          |
| Game 2 | 26 mai | Philadelphie      | 107–89   | Portland          |
| Game 3 | 29 mai | Portland          | 129–107  | Philadelphie      |
| Game 4 | 31 mai | Portland          | 130–98   | Philadelphie      |
| Game 5 | 3 juin | Philadelphie      | 104–110  | Portland          |
| Game 6 | 5 juin | Portland          | 109–107  | Philadelphie      |